# 상성
상성(常成, ? ~ 기원전 32년)은 전한 후기의 제후로, 태원군 사람이다. 우장군 상혜의 아들이다.

## 생애
초원 2년(기원전 47년), 상혜의 뒤를 이어 장라후(長羅侯)에 봉해졌다.
장라장후 16년(기원전 32년)에 죽으니 시호를 장(莊)이라 하였고, 아들 상한이 작위를 이었다.

## 출전
- 반고, 《한서》 권17 경무소선원성공신표